# Andropogon tenuiberbis
Andropogon tenuiberbis är en gräsart som beskrevs av Eduard Hackel. Andropogon tenuiberbis ingår i släktet Andropogon och familjen gräs. Inga underarter finns listade i Catalogue of Life.